# Raghib Allie-Brennan
Raghib Ismail Allie-Brennan (sinh ngày 20 tháng 7 năm 1991) là một chính khách người Mỹ và là cựu trợ lý chính trị phục vụ với tư cách là nghị sĩ Hạ viện Connecticut từ khu vực 2.

## Đầu đời và giáo dục
Allie-Brennan sinh ra ở Queens, Thành phố New York và lớn lên ở Bethel, Connecticut. Cha của anh  nhập cư đến Thành phố New York từ Guyana. Sau khi tốt nghiệp trường trung học Bethel, anh lấy bằng Cử nhân Nghệ thuật về quan hệ quốc tế tại Cao đẳng Marymount Manhattan.

## Đời tư
Allie-Brennan công khai là người đồng tính.